# В моей коже
«В моей коже» (фр. Dans ma peau; англ. In My skin) — французский фильм, вышедший на экраны в 2002 году. Режиссёром, автором сценария и исполнительницей главной роли в нём является Марина де Ван.

## Сюжет
Эстер, главная героиня фильма «В моей коже», неудачно падает, раня ногу. Прежде чем идти в больницу, она пробует свою кожу на вкус. И доктор, и парень Эстер, удивлены внешним видом раны, но девушке удаётся убедить их, что ранение механическое.
Буквально через день после первого ранения Эстер решает вновь изведать вкус своей кожи, и сама отрезает её кусочки от своей ноги. Тем временем Эстер повышают в должности на работе, но на неё ложатся и новые обязанности. Из-за своего странного поведения она фактически срывает важный для фирмы, в которой работает, деловой ужин. Её привязанность ко вкусу собственной кожи растёт с каждым днём, и в конечном итоге приводит к странному финалу фильма.

## В ролях
| Актёр               | Роль     |
| ------------------- | -------- |
| Марина де Ван       | Эстер    |
| Лоран Люка          | Винсент  |
| Леа Друкер          | Сандрина |
| Тибо де Монталембер | Даниэль  |

## Релиз и отзывы
- Премьера фильма состоялась на Сан-Себастьянском кинофестивале в сентябре 2002 года, в декабре этого же года фильм вышел в прокат Франции. В 2003 году фильм участвовал в кинофестивале NatFilm и Гонконгском кинофестивале.
- На сайте Rotten Tomatoes фильм «В моей коже» имеет 26 положительных, и 15 отрицательных отзывов[1]. Стивен Холден из The New York Times назвал его «столь же безжалостным исследованием изоляции и разобщённости, как „Отвращение“ Романа Полански»[2][3].